# 览表村
览表村位于中国广东省惠来县西南部的行政村，距县城35里，村西南的娱蚣山、虎空与陆丰市三甲交界，全村横跨鰲江两岸，面积约40平方公里，鳌江水系此入南海，省道S338线通过村中。览表村是邻近各乡镇中经济最发达的村，工商业发展迅猛，目前已有各种批发商场、超市和商店多间，五金、建材业已经形成一定规模，是名副其实的经济强村.

## 辖区概况
览表全村分为：北宅社区，世铿新村，北坑区，老乡区，新乡区，南门区，北门区，东湖区，公路南区，公路北区，生港东区，生港西区、午山、白山沿、铺山场、红山场、双梅山、白火石山、蜈蚣山、下辖仔场、虎空山、独脚屿等。

## 经济概况
至2008年底，览表村总户数2600多总人口将近3万余人，有大型超市及各式批发零售商店多间。有耕地20705亩，其中水田6444亩，旱园14261亩；山地18000亩，滩涂7600亩，盐田1.162万公亩。工农业产值18057.35万元，其中农业产值11752.35万元，工业产值6305万元。

## 历史建制
距惠城镇六十里有览表村，该村原名石壁村，因鰲江从村中流过，故又名鳌江村。该村山水萦迴，鳌江从村中经过，直通南海，是沟通惠来县与海陆丰的要津。村中的地龙埔上，有块高三尺六、长四尺半的大石头，称览表石，传说南宋末年，端宗等曾逃奔至此短暂休憩，忽有文天祥有奏表至，端宗遂坐于该石上阅览。故后人不但把此石称为览表石，村也称览表村，连渡口也称览表渡。明嘉靖三年1524年，览表村属惠来县龙溪都双梅堡，民国26年1937年，属隆江区鳌梅乡，1952年5月属惠来县笫五区，1958年属红光公社，1986年属岐石镇至今。

## 教育
2014年，吴利珠返乡，创立了览表图书室。览表图书室二楼有一所新女子夜校。每周一、三、五的晚上，村里和周边的中年女性来到这里學習。